# 峯島茂兵衛 (1893年生の実業家)
7代峯島 茂兵衛（峰島 茂兵衛、みねしま もへい、前名・徳三郎、1893年（明治26年）7月12日 - 1982年（昭和57年）11月13日）は、日本の商人（質商）、東京府多額納税者、実業家。尾張屋銀行頭取。尾張屋土地2代目社長、丸八倉庫社長。峯島（峰島）代表社員。峯島喜代が築いた峰島家の莫大な資産と事業を継承した。

## 人物
東京府平民・峯島松太郎（峰島松太郎）の弟。峯島茂助（峰島茂助）の四男。東京市本所区生まれ。先代茂兵衛の養子となり、家督相続と共に前名・徳三郎を改め襲名する。祖業を継ぎ質商を営み、尾張屋銀行を経営してその頭取である。
貴族院多額納税者議員選挙の互選資格を有する。趣味は美術、園芸、旅行。宗教は法華宗。東京在籍で、住所は東京杉並区和田本町（現和田）。営業所は日本橋大伝馬町。
戦後、戦災で焼け野原になった角筈一丁目北町（現・歌舞伎町一丁目）会長の鈴木喜兵衛の復興計画を聞き、所有していた歌舞伎町の土地を東宝に低額で売却し、東京都建設局都市計画課長の石川栄耀に面会する鈴木に同行するなど、街づくりに協力した。

## 家族・親族
峯島家
- 養父・茂兵衛（1850年 - 1916年、質商、尾張屋銀行頭取、資産家） - 住所は東京日本橋元浜町。
- 妻・コイ（1904年 - ?、東京、江守善六の妹）[4][9]
- 長男、二男、三男、長女、二女[5]